# Agrianome spinicollis
Agrianome spinicollis là một loài bọ cánh cứng trong họ Cerambycidae.